# 仙石政房
仙石 政房（せんごく まさふさ）は、但馬国出石藩2代藩主。出石藩仙石家5代。初名は政時。

## 経歴

### 家系
藩祖の仙石秀久の長男であった仙石久忠は本来なら家督継承者だったが、失明したために廃嫡されて京都に隠棲した。久忠の弟で代わって家督を継承した上田藩第二代藩主の忠政は、兄の子である久治を同藩家老として召し出し、本来は仙石氏の嫡男である久忠-久治-政治の家系は本家に仕える家老として続いていた。
母親は、忠政の三男で分家旗本2千7百石の仙石政勝の娘であり、のちにこの旗本家から婿養子（仙石政辰）を迎えている。

### 生涯
政房は寛文13年（1673年）4月22日、久忠の孫である仙石政治（仙石久治の子）の子として生まれた。
延宝6年（1678年）に父が死去したため政房が家督を継ぎ、家老として藩主の仙石政明に仕えた。政房のこの頃の名は政時であり、仙石家家老職の仙石靭負の名で諸方に知られていた。宝永3年（1706年）の仙石家の信濃国上田藩から但馬国出石藩への移封に際しては、出石城受け取りなど移封の総責任者を務めた。
政明の実子は全て早世していた。このため同じ分家の政房と仙石久貞（久治の孫で政房の従兄弟）が後継者を巡って争った末、宝永5年（1708年）7月21日に政房が政明の養子となった。この際、政時から政房に名を改めている。享保2年（1717年）に政明が死去すると、家督を継いだ。政房は自らの権力を強化するため、対立していた久貞を享保14年（1729年）に知行削減の上で隠居させ、実弟の政友を家老（自身の出身である家老家の後継）に任命することで自身の派閥による本家独占化を図っている。100年ほどのちに出石藩で勃発する御家騒動「仙石騒動」は、この久貞の子孫派（仙石造酒）と政友の子孫派（筆頭家老・仙石左京）との争いが主軸となる。
藩の財政難などから上米を行なっている。享保7年（1722年）11月28日に奏者番に任じられ、享保19年（1734年）6月5日に寺社奉行に任じられるなど、幕閣として幕政にも参与した。後には老中にまで栄進するという話もあったが、享保20年（1735年）3月に病に倒れ、4月24日に死去した。享年63。
跡を婿養子の政辰が継いだ。

## 系譜
- 父：仙石政治
- 母：貞雲院 - 仙石政勝の娘
- 養父：仙石政明（1659-1717）
- 正室：津裳子 - 清妙院、西尾教寛の娘
- 生母不明の子女
  - 女子：増子 - 須磨子、貞相院、仙石政辰正室
  - 六男：仙石政芳（1733-1753） - 仙石政辰の養子
  - 女子：町子 - 井上正経正室
  - 女子：弁子 - 山崎信盛正室
  - 女子：通 - 土井利寛正室
- 養子
  - 男子：仙石政辰（1723-1779） - 仙石政因の七男